# DVD-Rip
Unter einem DVD-Rip versteht man den Transfer von Video- und Audiodaten von einer DVD auf ein anderes Speichermedium (meistens zunächst auf die Festplatte eines PCs), welcher auch mit einer Umgehung von Kopierschutz-Mechanismen (Rippen) verbunden sein kann.
Der Begriff des DVD-Rippens, auch DVD-Ripping genannt, kam Anfang des 21. Jahrhunderts im Filmpiraten-Jargon auf, als das DVD-Format selbst noch relativ jung war. Heute ist es eine allgemein geläufige Bezeichnung.
Bei einem DVD-Rip werden zunächst entweder die komplette DVD, der Hauptfilm oder nur bestimmte Elemente für die Weiterverarbeitung auf die Festplatte kopiert. Zwar wäre eine Weiterverarbeitung auch direkt von der DVD möglich, was jedoch mit einer niedrigeren Verarbeitungsperformance und einer höheren Beanspruchung des DVD-Laufwerks verbunden sein kann. Da die meisten Video-DVDs kopiergeschützt sind, kommen gleichzeitig sogenannte on-the-fly-decryption-driver (Kopierschutzknacker) wie Slysofts AnyDVD zum Einsatz. Der Gebrauch von solchen Kopierschutzknackern ist jedoch in manchen Ländern strafbar, sofern dabei eine technische Schutzvorrichtung umgangen wird und dies nicht ausschließlich zum eigenen Privatgebrauch geschieht.
Zur Weiterverarbeitung wird in der Regel entsprechende Encoder-Software verwendet, welche die Daten umwandelt. Die meistgenutzten Containerformate für das Erstellen von DVD-Rips sind das AVI- und das MPEG-Format, wobei die bekanntesten für den Vorgang verwendeten Codecs H.264, Xvid und DivX sind. Mittlerweile erhält aber auch das Containerformat Matroska aufgrund seiner Fähigkeiten (beispielsweise Untertitel und Kapitel) immer mehr Zuspruch.
Oftmals soll dabei eine Filmdatei erzeugt werden, die um einiges kleiner ist als das Originalmedium und dabei trotzdem möglichst wenig an Qualität einbüßt. Je kleiner die Zieldatei werden soll, desto stärker muss an der Video- und ggf. auch an der Audioqualität gespart werden. Im Allgemeinen werden beim Rippen zusätzliche Daten des Originals, wie Menüs, Extras, alternative Tonspuren, Untertitel usw. weggelassen, sodass nur der eigentliche Film weiterverarbeitet wird. Dies ist in vielen Fällen auch dadurch bedingt, dass nur wenige Containerformate Daten wie Menüs und Bonusmaterial speichern können.

## DVD-Kopie
Ein DVD-Rip ist nicht zwangsläufig mit einer Umwandlung in ein anderes Videoformat verbunden. Auch zur Erstellung einer Kopie ist es in der Regel erforderlich, die Dateien der Video-DVD vorher auf die Festplatte zu „rippen“.
Da die meisten Original-DVDs oft eine Gesamtgröße von über 4,5 Gigabyte haben (DVD 9), wird die Datengröße durch Recodieren so reduziert, bis sie schließlich auf eine handelsübliche Single-Layer-DVD (DVD 5) passen. Zwar können mit sogenannten Double-Layer-DVD-Rohlingen nahezu exakte Kopien von Film-DVDs angefertigt werden, doch auch aufgrund der hohen Preise für solche Rohlinge und möglichen Kompatibilitätsproblemen entscheiden sich oft viele Anwender für das Recodieren. Hierzu kommen spezielle Videosoftware-Programme wie DVD Shrink,  DVDFab oder Nero Recode zum Einsatz. Durch das Weglassen von Tonspuren, Untertitel oder Zusatzmaterial (Menü, Interviews) kann möglicherweise eine Neukompression für den Hauptfilm erspart werden oder es kann nur eine geringfügige Komprimierung nötig sein.

## Software (Auswahl)
- WinX DVD Ripper Platinum
- CloneDVD
- DVD Decrypter
- DVD Shrink
- Dvd::rip
- HandBrake
- K9Copy
- RatDVD
- DVDFab
- libdvdcss in Verbindung mit VLC media player
- AnyDVD